# Philodromus mainlingensis
Philodromus mainlingensis är en spindelart som beskrevs av Hu och Li 1987. Philodromus mainlingensis ingår i släktet Philodromus och familjen snabblöparspindlar. Inga underarter finns listade i Catalogue of Life.